# Pierre Bordet
Pour les articles homonymes, voir Bordet.
Pierre Bordet, né le 4 décembre 1914 à Dijon et mort le 17 mai 1996 à Chenôve, est un prêtre catholique français, géologue et volcanologue.

## Biographie
Ingénieur géologue en 1939 et ordonné prêtre en 1945, il soutient en 1950 une thèse pour le doctorat ès sciences. Sa thèse est consacrée à la géologie du massif de l'Esterel. Il travaille au laboratoire de géologie de l’Institut catholique de Paris  puis, à partir de 1969, au CNRS. Il participe comme géologue à des expéditions scientifiques dans le Hoggar, au Népal, en Afghanistan et en Alaska.

## Publications
- Les roches. Étude pratique, Paris, Deyrolle, 1950 (en collab. avec Albert-Félix de Lapparent et Gabriel Lucas).
- Recherches géologiques dans l'Himalaya du Népal, région du Makalu, Paris, CNRS, 1961
- Précis d'optique cristalline appliquée à l'identification des minéraux, Paris, Masson, 1968.
- « Un siècle de géologie au laboratoire de l’Institut catholique », Humanisme et foi chrétienne, Paris, Beauchesne, 1976.
- Volcans et autres montagnes. Mémoires d’un géologue, Servoz, Edimontagne, 2002.